# ريتا سكيتر
ريتا سكيتر (بالإنجليزية: Rita Skeeter)‏ أحد الشخصيات الخيالية التي ورد ذكرها في سلسلة هاري بوتر للمؤلفة البريطانية ج. ك. رولنغ.
وهي مراسلة صحفية تعمل لصالح صحيفة المتبئ اليومي، استقالت فجأة في يناير 1994.
تستخدم رينا ريشة سحرية للاقتباسات السريعة. ريتا أحد المتحولين الغير مسجلين، حيث يمكنها التحول إلى خنفساء صغيرة.
خلال دورة السحرة الثلاثية قامت بتغطية أحداثها، وركزت على هاري وقامت بالتلاعب بإجاباته كثيرا، فقام دمبلدور لاحقاً بطردها ومنعها من الاقتراب من أراضي هوغوورتس
فلجأت لاحقا إلى التخفي بصورة خنفساء والتجسس حتى قبضت عليها هرمايني غرينجر وحبستها في برطمان زجاجي.
أطلقت سراحها بعد فترة بشروط أن تبتعد عنهم لعام كامل.
بعض مشاركاتها
في بدايات عام 1980، حضرت محاكمة لودو باجمان.
في صيف 1994، كتبت مقال عن التحالف الدولي للسحرة، حيث دعت دمبلدور بالشخص المعتوه.
في خريف 1994، قامت بتغطية أحداث الدورة الثلاثية، وركزت على هارى لإثارة المتاعب، حتى أخبرها دمبلدور بأنه لا يحق لها القدوم إلى أراضى هوجورتس مرة أخرى.لذا لجأت ريتا إلى تخفيها في شكل خنفساء لتفعل ما تريد.
يونيو 1995، أمسكت بها هرموني جرانجر، التي ابتزتها للتوقف عن الكتابة لمدة عام.
في 14 فبراير عام 1996، استدعت هرموني ر يتا لتكتب مقال في مجلة الكويبلر لكتابة القصة عن عودة فولدمورت من طرف هارى.و قد بيع هذا الإصدار من جلة الكويبلر وتم إعادة طبعه، ثم بيعت القصة بعد ذلك إلى جريدة المتنبئ اليومى.